# Rallye Velké Británie 2002
Rallye Velké Británie 2002 (oficiálně Network Q Rally of Great Britain) byla čtrnáctou a zároveň poslední soutěží Mistrovství světa v rallye v roce 2002. Soutěž se pořádala ve Velké Británii ve dnech 14. až 17. listopadu. Trať měřila 1637,61 kilometrů a měla 16 rychlostních zkoušek. Vítězem se stal nor Peter Solberg na voze Subaru.

## Před startem
O vítězi poháru jezdců i konstruktéru bylo rozhodnuto. Mistrem světa se stal Fin Marcus Grönholm na voze Peugeot 206 WRC a automobilka Peugeot zvítězila i v poháru konstruktérů. Tři tovární týmy ale měly na kontě shodně 9 bodů a bojovali o čtvrtou příčku. Jednalo se o týmy Mitsubishi Ralliart, Škoda Motorsport a Hyundai rally team. Všechny nastoupili do závodu se třemi vozy.

## Průběh soutěže
Soutěž začala superspeciální zkouškou, na které se soutěžilo paralelně ve dvojicích. Zkoušku vyhrál Markko Märtin na Fordu. Druhá zkouška byla velice kluzká a do čela se dostal Grönholm, který následně v soutěži vedl. Posunuly se i vozy Hyundai na devátou, jedenáctou a třináctou pozici. Vozy Škoda a Mitsubishi se seřadili za nimi. Justin Dale, jeden z jezdců Mitsubishi havaroval a propadl se až na 45. pozici a při další zkoušce odstoupil. Vozy Hyundai získaly náskok na Škodovky a ty se vzdalovaly vozům Mitsubishi. Ke konci první etapy se před Hyundaie dokázal prosadit Toni Gardemeister s Octavií WRC a pozici do konce dne udržel. Na začátku druhého dne odpadl Armin Schwarz s vozem Hyundai. Do čela se začal prodírat Peter Solberg, který figuroval na druhé pozici, díky několika vítězstvím. Grönholm navíc havaroval v desáté rychlostní zkoušce, a Solberg se dostal do vedení. Na stejném místě havaroval i Jani Paasonen s Mitsubishi a soukromník Tomasz Kuchar s vozem Toyota Corolla WRC a o několik kilometrů dál havarovalo i poslední Mitsubishi, které pilotoval Francois Delecour. Vozy Hyundai pak opět předjely automobily Škoda a získaly rozhodující bod do hodnocení značek. 

## Výsledky
1. Peter Solberg, Phil Mills – Subaru Impreza WRC
2. Markko Märtin, Michael Park – Ford Focus RS WRC
3. Carlos Sainz, Louis Moya – Ford Focus RS WRC
4. Tommi Mäkinen, Lindström – Subaru Impreza WRC
5. Colin McRae, Derek Ringer – Ford Focus RS WRC
6. Higgins, Thomas – Ford Focus RS WRC
7. Harri Rovanperä, Pietilainen – Peugeot 206 WRC
8. Freddy Loix, Smeets – Hyundai Accent WRC
9. Juha Kankkunen, Juha Repo – Hyundai Accent WRC
10. Toni Gardemeister, Paavo Lukander – Škoda Octavia WRC